# Masno kiselinska sintaza
masno kiselinska sintaza (EC 2.3.1.85, kvašćana masno kiselinska sintaza) je enzim sa sistematskim imenom acil-KoA:malonil-KoA C-aciltransferaza (dekarboksilacija, oksoacil- i enoil-redukcija i tioestarska hidrolizacija). Ovaj enzim katalizuje sledeću hemijsku reakciju:
acetil-KoA + n malonil-KoA + + {\displaystyle \rightleftharpoons } dugolančana masna kiselina + +
Životinjski enzim je multi-functionalni protein koji katalizuje reakcije EC 2.3.1.38 [acil-nosilac-protein] S-acetiltransferaza, EC 2.3.1.39 [acil-nosilac-protein] S-maloniltransferaza, EC 2.3.1.41 3-oksoacil-[acil-nosilac-protein] sintaza, EC 1.1.1.100 3-oksoacil-[acil-nosilac-protein] reduktaza, EC 4.2.1.59 3-hidroksipalmitoil-[acil-nosilac-protein] dehidrataza, EC 1.3.1.10 enoil-[acil-nosilac-protein] reduktaza (NADPH, B-specifična) i EC 3.1.2.14 oleoil-[acil-nosilac-protein] hidrolaza.

## Literatura
- Nicholas C. Price; Lewis Stevens (1999). Fundamentals of Enzymology: The Cell and Molecular Biology of Catalytic Proteins (Third изд.). USA: Oxford University Press. ISBN 019850229X.
- Eric J. Toone (2006). Advances in Enzymology and Related Areas of Molecular Biology, Protein Evolution (Volume 75 изд.). Wiley-Interscience. ISBN 0471205036.
- Branden C; Tooze J. Introduction to Protein Structure. New York, NY: Garland Publishing. ISBN 0-8153-2305-0.
- Irwin H. Segel. Enzyme Kinetics: Behavior and Analysis of Rapid Equilibrium and Steady-State Enzyme Systems (Book 44 изд.). Wiley Classics Library. ISBN 0471303097.

## Spoljašnje veze
- Fatty-acid+synthase на 